# All Around the World (오아시스의 노래)
〈All Around the World〉는 영국의 록 밴드 오아시스의 곡으로, 이 밴드의 리드 기타리스트이자 주요 작곡가인 노엘 갤러거가 작곡했다. 이 곡은 이 밴드의 세 번째 음반인 《Be Here Now》에서 발매된 세 번째 싱글이다. 그 곡은 오아시스에 의해 기록된 가장 긴 노래이다. 1998년 1월 12일 발매된 이 트랙은 영국 싱글 차트 1위를 차지했고 실버 인증을 받았다. 이것은 크리에이션 레코드에 발표된 마지막 오아시스 싱글이다. 이 곡은 《빌보드》 얼터너티브 송 차트에서 15위에 올랐다.

## 참여 인원
- 리암 갤러거 - 보컬
- 노엘 갤러거 - 리드 기타, 백 보컬
- 리처드 애시크로프트 - 백 보컬
- 폴 아서스 - 리듬 기타
- 폴 맥기건 - 베이스 기타
- 앨런 화이트 - 드럼

## 인증
| 국가                               | 인증 | 판매량/출하량 |
| ---------------------------------- | ---- | ------------- |
| 영국 (BPI)                         | 골드 | 400,000       |
| 판매량+스트리밍을 기반으로 한 인증 |      |               |